# Идеи Си Цзиньпина
Идеи Си Цзиньпина о социализме с китайской спецификой в новую эпоху (кит. трад. 習近平新時代中國特色社會主義思想, упр. 习近平新时代中国特色社会主义思想), иногда также Сицзиньпини́зм (кит. трад. 習近平思想, упр. 习近平思想) или Сии́зм (кит. трад. 習思想, упр. 习思想) — идеологическая система, основанная на трудах и речах генерального секретаря ЦК Компартии Китая Си Цзиньпина. Впервые упомянута в 2017 году на 19-й всекитайском съезде КПК, где была включена в устав китайской компартии. На первой сессии национального народного конгресса 11 марта 2018 года в преамбулу Конституции КНР была внесена поправка, упоминающая идеи Си.

## История
18 октября 2017 года на 19-м съезде КПК генеральный секретарь ЦК КПК, председатель КНР Си Цзиньпин впервые выдвинул идею о социализме с китайской спецификой в новую эпоху, дополняющую прежние концепции социализма с китайской спецификой.
24 октября 2017 года на 19-м съезде КПК идея Си Цзиньпина о социализме с китайской спецификой в новую эпоху была официально внесена в Устав КПК. Впервые со времен Мао Цзэдуна это произошло до истечения сроков полномочий генсека ЦК. По степени влияния на страну Си Цзиньпин сравнялся с основателем КНР Мао Цзэдуном и Дэн Сяопином, а его идеи по уровню важности для КНР оказались сопоставимы с «марксизмом-ленинизмом, идеями Мао Цзэдуна, теорией Дэн Сяопина, важными идеями тройного представительства и научной концепцией развития».
11 марта 2018 года, на первой сессии ВСНП 13-го созыва была принята поправка в Конституцию КНР, в результате которой идея Си Цзиньпина о социализме с китайской спецификой в новую эпоху была официально включена в Конституцию КНР.

## Идеи
Сицзиньпинизм формулируют в «десяти определениях» (теоретических принципах) и «четырнадцати укреплениях» (практических принципах).
Теоретические принципы («десять определений»):
1. «Основа и движущая сила социализма с китайской спецификой» — руководство коммунистической партии, в рядах которой необходимо усилять принципы «четырёх сознательностей» (политической сознательности, осознания целостной ситуации, подчинения ядру партии и следования общей линии), «четырёх уверенностей» (уверенности в методах, теории, системе и культуре), «двух поддержаний» (поддержания авторитета Си Цзиньпина и авторитета центрального комитета партии).
2. «Миссия социализма с китайской спецификой» — модернизация социализма и материальное благополучие китайской нации
3. «Главное противоречие в новой эпохе Китая» — непоспевание и несоответствие текущего развития растущим нуждам населения
4. «Пятиединое строительство социализма с китайской спецификой» — экономическое, политическое, культурное, общественное и экоцивилизационное; а также «четыре всесторонних аспекта» — всесторонняя модернизация общества, углубление реформ, верховенство права, партийная дисциплина
5. «Основная цель всеобъемлющих глубоких реформ» — улучшение и развитие социализма с китайской спецификой
6. «Правовая система социализма с китайской спецификой» — обеспечивающая верховенство права и строящая правовое социалистическое общество
7. «Экономическая система социализма с китайской спецификой» — поддержание рынка в роли распределителя ресурсов и укрепление роли государства для обеспечения инновационного, гармоничного, зелёного, открытого и всеобщего развития
8. «Концепция усиления армии в новую эпоху» — формирование дисциплинированных, победоносных и подчинённых партии вооружённых сил
9. «Концепция международных отношений с китайской спецификой» — служба интересам народа, поддерживающих развитие человечества, продвижение нового типа международных отношений и идеи сообщества единой судьбы человечества
10. «Стратегия партийного управления и партийных проектов новой эпохи» — политического, идеологического, методологического, дисциплинарного проектов; объединения рядов, всеобщей борьбы с коррупцией, глобальных внутренних изменений, ведущих ко глобальным общественным реформам

Практические принципы («четырнадцать укреплений»):
1. Укрепление «предводительства компартии во всех формах труда», включая политический, военный, общественный и научный
2. Укрепление «народно-ориентированного подхода», определяющей роли народа в историческом процессе
3. Укрепление «всеобъемлющих глубоких реформ» в рамках социализма и марксизма
4. Укрепление «новых, основанных на науке идей» ради инновационного, гармоничного, зелёного, открытого и всеобщего развития
5. Укрепление принципа «народ — хозяин страны», под руководством коммунистической партии
6. Укрепление «верховенства права» для гарантии воплощения социализма с китайской спецификой
7. Укрепление «базовых ценностей социализма», использование культуры как мощной силы для развития народа и страны
8. Укрепление «лучшего качества жизни населения» как основной цели развития страны
9. Укрепление «гармоничного сосуществования человека с природой», разумного использования ресурсов и защиты окружающей среды
10. Укрепление «комплексной национальной безопасности»
11. Укрепление «предводительства компартии над Народно-освободительной армией Китая», чтобы сохранить достижения борьбы «двух столетних юбилеев» (столетия основания партии в 2021 году и столетия основания КНР в 2049 году)
12. Укрепление принципа «одна страна, две системы» и последовательное объединение страны, поддержание процветания Гонконга и Макао, вместе с укреплением центральной власти над ними и органичной их интеграцией в Китай
13. Укрепление «формирования сообщества единой судьбы человечества»
14. Укрепление «дисциплины и самоулучшения в рядах коммунистической партии», неукоснительного следования партийной конституции.

## Влияние и оценки
В китайских документах сицзиньпинизм называется продолжением идеологий Компартии: марксизма-ленинизма, маоизма, теории Дэн Сяопина, концепции трёх представительств, научного взгляда на развитие.
Элементы речи Си Цзиньпина 2017 года широко внедряются в китайской пропаганде. В ноябре 2017 года больше сотни китайских режиссёров, актёров и певцов собрались в Ханчжоу для изучения отчёта о 19-м конгрессе, где были провозглашены идеи Си. В декабре 2017 года слово «Новая эпоха» было включено в десятку самых распространенных слов в китайских СМИ. В июле 2018 года вагоны метро в Чанчуне были расписаны цитатами Си в честь 97-й годовщины основания партии. В январе 2019 года Alibaba Group выпустила приложение «Изучай Си и укрепляй страну» (кит. трад. 學習強國, упр. 学习强国, пиньинь Xuéxí Qiángguó) для изучения идеологии Си. В середине 2021 года министерство образования Китая объявило, что сицзиньпинизм будет преподаваться с начальных классов школ.
В июне 2023 года российский Институт Китая и Современной Азии (ИКСА РАН) создал «Лабораторию по изучению идей Си Цзиньпина» — первый такой центр за пределами КНР. После неоднозначной реакции в СМИ, центр был переименован в Лабораторию «Современная идеология КНР».